# Nambikwara
De Nambikwara (ook aangeduid als Anunsu) zijn een inheems volk in Brazilië in het zuidwestelijke deel van Mato Grosso en delen van Rondônia. Zij spreken een taal die ook Nambikwara genoemd wordt.

## Naamgeving
De naam Nambikwara werd door Braziliaanse etnologen gebruikt vanaf de 17e eeuw. Het komt uit het Tupi en betekent zoiets als "doorboorde oren" of "lange oren." Waarschijnlijk is het een bijnaam die ontstaan is door de oorbellen die de Nambikwara dragen.

## Indeling
De Nambikwara zijn opgedeeld in vier groepen naargelang het gebied waar ze wonen. Binnen die groepen zijn er verschillende deelstammen:
| Nambikwara van het noorden | Nambikwara van het zuiden                                                                        | Nambikwara van de vlakte                                    | Nambikwara van Sarare                 |
| --- | ------------------------------------------------------------------------------------------------ | ----------------------------------------------------------- | ------------------------------------- |
| - Lakondê - Latundê (aantal: 100, Rondônia) - Mamaindê (aantal: 100, Mato Grosso) - Nambikwara (aantal: 1100) - Manduka - Negarotê (aantal: 40) - Sabanê (aantal: 200) - Tagnaní - Tamaindé - Tawandê (aantal: 20) - Tawitê | - Alaketesu - Alantesu - Galera (aantal: 150) - Hahaintesu - Kabixí - Munduka - Waikisu - Wasusu | - Halotesu (aantal: 40) - Hithaulu - Sawentesu - Wakalitesu | - Kabixí do Mato Grosso (aantal: 100) |

Verder zijn er nog de uitgestorven groepen Anunzê, Nênê (Rondônia), Congoré (Mato Grosso), Kôkôzú, Uaintaçu (Mato Grosso) en Wakletoçu.

## Woongebied
De Nambikwara leven voornamelijk op een droge savanne, begroeid met struiken en cactusachtige planten. Waar deze doorsneden wordt door rivieren is wat bos te vinden.

## Geschiedenis
Toen de eerste Europeanen rond 1500 in Brazilië aankwamen, waren er 40.000 Nambikwara. Daarna is hun aantal sterk gedaald. Hoewel hun bestaan vanaf het begin al bekend was, werden zij officieel "ontdekt" tijdens twee expedities van maarschalk Cândido Rondon in 1907 en 1908. Deze was in het gebied om een telegraaflijn aan te leggen die het noordwesten van Brazilië met de toenmalige hoofdstad Rio de Janeiro moest verbinden. In 1911 publiceerde Rondon een etnologisch rapport, waarin de Nambikwara beschreven staan. De aanleg van de telegraaf duurde tot 1915 en de Nambikwara hebben af en toe contacten met de bouwers gehad.
De eerste intensieve contacten met de blanken dateren van rond 1965. Toen vielen de blanken hun land binnen om daar goud te winnen en illegaal hout te kappen.

## Cultuur
De technologische kennis van de Nambikwara is erg eenvoudig. Zo kennen zij de hangmat niet. Door hun buren de Paressi worden zij dan ook aangeduid als "uaikoakoré" of "zij die zomaar op de harde grond slapen".
De activiteiten van de Nambikwara worden gereguleerd door de seizoenen.

- Tijdens het regenseizoen (van oktober tot maart) komen de groepen in geïmproviseerde dorpen bijeen om landbouw en visserij te bedrijven. Zij bouwen dan hutten om in te wonen, niet meer dan een soort afdak van palmbladeren of boomtakken. Ook bouwt men een iets kleinere ceremoniële hut, de "fluitenhut". Zij branden stukken plat van het galerijbos beneden in de vallei waar het vochtig is en leggen dan tuinen aan. Daarin verbouwen zij dan verschillende soorten maïs, de zoete en de bittere maniok, katoen, tabak, pinda's en bonen. Deze activiteit levert voldoende voedsel op voor een gedeelte van de sedentaire periode.

- Tijdens het droge seizoen trekken de Nambikwara weg uit de dorpen verdelen zich in kleine nomadische groepjes. Zeven maanden lang zwerven deze groepjes dan over de savanne op zoek naar voedsel. Zij jagen met giftige pijlen. De vrouwen verzamelen dan bessen en andere vruchten, wortels, zaden, wilde honing en als het nodig is vangen zij hagedissen, larven, spinnen, slangen, sprinkhanen en kleine knaagdieren. Kortom alles wat kan voorkomen dat zij van honger omkomen. Zij wonen dan in onderkomens van palmbladeren die aan stokken zijn bevestigd en in een halve cirkel in het zand worden gestoken en op het hoogste punt samengebonden. De vrouwen hanteren de graafstok om wortels uit de grond te halen en kleine dieren dood te slaan. De mannen jagen met grote bogen van palmhout en met curare ingesmeerde pijlpunten.

De Nambikwara hebben een sjamanistische religie die verbonden is met de natuurgeesten. Zij voeren ceremonies uit die verbonden zijn met de seizoenen. Hierbij worden rituele dansen uitgevoerd.

## Lévi-Strauss
In 1939 zijn de Nambikwara onderzocht door de Franse etnoloog Claude Lévi-Strauss. In 1948 waren ze het onderwerp van zijn proefschrift La vie familiale et sociale des indiens Nambikwara. In 1955 komt een deel van deze tekst terug in zijn boek Tristes Tropiques (Nederlandse vertaling Het trieste der tropen). Dit onderzoek van Lévi-Strauss is weer onderwerp van studie geweest voor de Franse filosoof Jacques Derrida in zijn werk De la grammatologie.